# Кривоус Петро Петрович
Петро́ Петро́вич Кривоу́с (25 березня 1976 — 1 серпня 2015) — солдат Збройних сил України, учасник російсько-української війни.

## З життєпису
Народився 1976 року в селі Одрадокам'янка Херсонської області. Навчався в Одрадокам'янській ЗОШ, закінчив Новокаховське професійно-технічне училище № 16, здобувши спеціальність муляра-штукатура. 1994 року призваний до лав ЗСУ, був механіком-водієм БМП-2 в десантних військах.
31 липня 2014 року добровольцем пішов захищати рідну землю. Солдат, розвідник розвідувального взводу 2-го батальйону, 28-ма окрема механізована бригада.
Загинув 1 серпня 2015 року під час обстрілу терористами ВОП 2862 (четвертий пост) поблизу Мар'їнки. Смертельних поранень у тому бою зазнав Олексій Александров. В інших джерелах місцем загибелі вказується Курахове.
Похований в селі Одрадокам'янка Бериславського району.
Без Петра лишилися дружина та двоє дітей.

## Нагороди та вшанування
За особисту мужність, сумлінне та бездоганне служіння Українському народові, зразкове виконання військового обов'язку відзначений — нагороджений
- нагороджений орденом «За мужність» ІІІ ступеня (4.2.2016, посмертно)[1]
- в грудні 2015-го у Одрадокам'янській ЗОШ відкрито меморіальну дошку Петру Кривоусу.